# Новодолоново
Новодолоново — посёлок в Братском районе Иркутской области

## География
Поселок находится в 34 км от Вихоревки.

## Население
| 2002 | 2010 | 2011 | 2012 |
| ---- | ---- | ---- | ---- |
| 562  | ↘504 | ↘501 | ↘498 |

## История
Название поселка происходит от реки Долоновка. В 17 веке на её берегах проживала семья бурята Долона. Впервые упоминается как Долоновка в 1652 году (18 дворов, 17 пашенных крестьян). В 1912 году в деревне было 39 дворов, 119 жителей, пахотной земли 370 кв. саженей. С 1961 года — поселок.

## Власть
Посёлок в административном плане относится к Большеокинскому муниципальному образованию Братского района Иркутской области